# Марна медична допомога
Марна медична допомога (англ. futile medical care) — це продовження надання медичної допомоги або лікування пацієнту, щодо якого немає очевидної надії на одужання або ще якусь користь від цього лікування.
Деякі прихильники доказової медицини пропонують припиняти використання будь-якого лікування, яке не дає явної користі. Припинення марної медичної допомоги відрізняється від евтаназії, оскільки евтаназія передбачає активне втручання для припинення життя, тоді як відмова від марної медичної допомоги не прискорює природний початок смерті та не сприяє йому.

## Визначення
Багато суперечок навколо концепції марного лікування зосереджені на тому, як марність оцінюється в конкретних ситуаціях, а не на аргументах на користь надання марного лікування як такого. Важко визначити, коли певне медичне втручання може підпадати під визначення марного, оскільки важко визначити момент, коли втручання більше не має користі — це залежить від конкретного випадку. Наприклад, пацієнт, хворий на рак може бути готовий пройти додаткову хіміотерапію з дуже дорогими ліками заради кількох тижнів життя, тоді як медичний персонал, співробітники страхової компанії та близькі родичі можуть вважати, що це марний курс лікування
Опитування 2010 року, проведене серед понад 10 000 лікарів у Сполучених Штатах, виявило, що респонденти розділилися в думках щодо рекомендації або призначення «життєпідтримуючої терапії, коли [вони] вважали її марною». 23,6 % сказали, що зробили б це, 37 % сказали, що не зробили б, а 39,4 % обрали варіант «Залежно від обставин».

## Марне лікування та евтаназія
Складність питання ненадання лікування полягає на межі з евтаназією, яка карається законом у більшості країн. Евтаназія означає дію або бездіяльність (лікарем або під його контролем), метою якої є навмисне спричинення смерті людини, яка страждає від невиліковної хвороби і зазнає нестерпних страждань.
У Франції справа жертви нещасного випадку Вінсента Ламбера, який провів 11 років у стійкому вегетативному стані, перш ніж померти у 2019 році була кваліфікована кількома судовими рішеннями як необґрунтована впертість його лікаря. Протягом кількох років ця історія залишалася джерелом судових розглядів та суспільних дискусій щодо того, чи є припинення лікування евтаназією, або ж ні.
Щодо Франції, тамошній Кодекс медичної етики відкидає практику марного лікування (фр. acharnement thérapeutique), водночас пропагуючи паліативну допомогу, мета якої полягає не в прискоренні смерті пацієнта, а в полегшенні болю, навіть якщо для цього медичні працівники іноді використовують анальгетики в таких дозах, що ризикують наблизити момент смерті.
Данія визнає право пацієнтів на відмову від лікування.

## Проблеми, пов'язані з питанням марного лікування
Питання марної допомоги в клінічній медицині зазвичай пов'язане з двома питаннями. Перше стосується визначення тих клінічних сценаріїв, коли допомога дійсно є марною. Друге стосується етичних питань.

### Оцінка марності лікування у клінічному контексті
Клінічні сценарії різняться за ступенем та видами марності. Деякі сценарії, як надання допомоги у відділенні інтенсивної терапії пацієнту зі смертю мозку або пацієнту з аненцефалією, коли вилучення органів неможливе або недоцільне, легко ідентифікуються як марні, але існує багато значно менш однозначних ситуацій.
Дослідження, проведене у Великій Британії за участю понад 180 000 пацієнтів, мало на меті визначити часові рамки кількісної марності екстреної лапаротомії та дослідити предиктори марності, використовуючи базу даних Національного аудиту екстреної лапаротомії Великої Британії (англ. National Emergency Laparotomy Audit, NELA). Була використана двоетапна методологія; на першому етапі визначали часові рамки марності за допомогою онлайн-опитування та обговорення в керівній групі; на другому етапі це визначення було застосовано до пацієнтів, зареєстрованих у NELA з грудня 2013 року по грудень 2020 року для аналізу.
Марність надання допомоги визначалася як смертність від будь-яких причин протягом 3 днів після екстреної лапаротомії. Результати показали, що кількісна марність спостерігалася у 4 % пацієнтів (7442 з 180 987), а медіанний вік померлих пацієнтів становив 74 роки. Значними предикторами марності були вік, артеріальний лактат та супутні кардіореспіраторні захворювання. Вразливість була пов'язана зі збільшенням ризику ранньої смертності на 38 %, а хірургічне втручання з приводу мезентеріальної ішемії було пов'язане з вдвічі більшою ймовірністю марності операції. Ці результати свідчать про те, що кількісна марність після екстреної лапаротомії пов'язана з кількісно вимірюваними факторами ризику в осіб, що приймають рішення, до операції, і їх надзвичайно високий ризик слід враховувати під час спільних обговорень рішень з пацієнтами.
Ще один практичний клінічний приклад, який часто трапляється у великих лікарнях, — це рішення про те, чи продовжувати реанімацію в разі тривалих реанімаційних зусиль після зупинки серця. Дослідження 1999 року в Журналі Американської Медичної Асоціації підтвердило алгоритм, розроблений для цих цілей.
Оскільки медична допомога вдосконалюється та охоплює все більше хронічних захворювань, питання щодо марності її вживання у тих чи інших випадках продовжують виникати. Відносно нещодавньою відповіддю на цю проблему в Сполучених Штатах стало запровадження концепції хоспісу, за якою паліативна допомога надається людині, яка, як вважається, помре протягом приблизно шести місяців. Існують численні соціальні та практичні бар'єри, які ускладнюють питання отримання статусу хоспісу для особи, яка навряд чи одужає.

### Марна турбота як товар
Ще одне питання в теорії марного лікування стосується діапазону етичних варіантів, коли допомога визнається марною. Деякі стверджують, що марна клінічна допомога повинна бути ринковим товаром, який має бути доступним для придбання так само, як круїзні відпустки чи розкішні автомобілі, за умови, що покупець клінічних послуг має необхідні кошти, і за умови, що іншим пацієнтам не буде відмовлено в доступі до клінічних ресурсів. У цій моделі умовна Бебі Кей зможе отримувати допомогу у відділенні інтенсивної терапії (в першу чергу, штучну вентиляцію легень), доки цю послугу фінансують. Зі зростанням вартості медичної допомоги та збільшенням кількості надзвичайно дорогих нових ліків від раку, подібні питання справедливості часто виникають і при лікуванні раку на термінальній стадії.

### Варіанти розпорядження хворого щодо надання марної допомоги
Якщо марна допомога небажана, то підписана та нотаріально засвідчена відмова від реанімації може запобігти марному лікуванню. Якщо ж марна допомога бажана, у медичному заповіті може бути висловлене побажання отримати будь-яку допомогу, яка має шанс продовжити життя.